# Jean III d'Alexandrie
Pour les articles homonymes, voir Jean III.
Jean III est le quarantième patriarche d'Alexandrie selon le décompte de l'Église copte. Il est en fonction de 681 jusqu'à sa mort le 27 novembre 689.

## Biographie
Selon la notice qui lui est consacrée dans l'Histoire des patriarches de l'Église d'Alexandrie, il naît à Samanoud en Basse-Égypte. Il effectue un pèlerinage dans le Ouadi Habib, près d'Assiout, tombe malade, et connaît ensuite une guérison jugée miraculeuse. En conséquence il entre au Monastère des Frères (Dayr al-Ikhwah) dans le Fayoum. Ménas, évêque de cette région, l'ordonne prêtre, et le patriarche Agathon le fait venir à Alexandrie pour le nommerarchiprêtre de son diocèse. À sa mort, Jean est choisi pour lui succéder.
Pendant son pontificat, il fait reconstruire la cathédrale Saint-Marc d'Alexandrie. Il bénéficie de la bienveillance des autorités musulmanes, notamment dans le conflit qui oppose l'Église copte à l'Église melkite : quand le prince omeyyade Abd al-Aziz, fils cadet du calife Marwān Ier, devient gouverneur d'Égypte (685), il ordonne d'attribuer tous les lieux de culte d'Alexandrie qui étaient sous scellés à l'Église copte. Jean fait aussi construire un moulin et un pressoir à huile pour aider les nécessiteux pendant une période de sécheresse qui dure trois ans.

## Œuvre
On conserve de lui deux dialogues sur des sujets théologiques, et peut-être un Éloge de saint Ménas d'attribution discutée. Ce dernier texte, conservé en copte, raconte la vie du saint, son martyre, la destinée de ses reliques, les miracles attribués à ces dernières, et décrit la ville qui se développe autour de son sanctuaire. Le nom d'auteur qui est donné est simplement Jean, ce qui permet plusieurs identifications.
Le Dialogue avec le prêtre Théodore, conservé à la fois en copte, en arabe et en éthiopien, consiste en vingt-trois questions et réponses sur les sujets suivants : le Saint-Esprit, la Loi biblique, le Jugement dernier, la résurrection des corps, les prophètes, le Verbe divin, l'origine du mal, les sacrements, le diable, la personne du Christ et la rédemption. Le Dialogue avec un Juif et un Melkite est conservé en arabe et par fragments en copte. Il se mène en présence du prince Abd al-Aziz : celui-ci a trouvé dans le legs d'un Juif mort un morceau de bois que Jean identifie comme une relique de la croix du Christ ; il le prouve en le jetant dans le feu, car le bois ne brûle pas et le feu s'éteint ; Abd al-Aziz exprime alors le désir de savoir quelle est la vraie religion. L'échange avec le Juif porte sur l'interprétation de l'Ancien Testament, littérale chez le Juif, allégorique chez Jean, qui se réclame de plus des grands noms du christianisme égyptien (Marc, Macaire, Antoine, Chenouté, Pacôme). La dispute avec le melkite porte sur des questions de dogme ; Jean argue aussi du fait que le Christ lui est apparu deux fois au cours de sa vie ; il explique l'usage liturgique d'une planche sur laquelle on frappe, par quoi on imite les coups de marteau clouant Jésus sur sa croix et on fait fuir les démons. Jean sort vainqueur haut la main de la dispute : le melkite se convertit au monophysisme, et Abd al-Aziz lui-même se dit très impressionné. Selon Georg Graf, ces dialogues renvoient peut-être pour partie à des échanges ayant vraiment eu lieu.